# Keith Connor
Keith Leroy Connor (né le 16 septembre 1957 en Anguilla) est un athlète britannique spécialiste du triple saut. 

## Biographie

### Palmarès
| Date | Compétition                    | Lieu        | Résultat | Performance |
| ---- | ------------------------------ | ----------- | -------- | ----------- |
| 1978 | Championnats d'Europe en salle | Milan       | 2e       | 16,53 m     |
| 1978 | Jeux du Commonwealth           | Edmonton    | 1er      | 17,21 m     |
| 1978 | Championnats d'Europe          | Prague      | 6e       | 16,64 m     |
| 1980 | Jeux olympiques                | Moscou      | 4e       | 16,87 m     |
| 1981 | Universiade                    | Bucarest    | 3e       | 16,88 m     |
| 1982 | Championnats d'Europe          | Athènes     | 1er      | 17,29 m     |
| 1982 | Jeux du Commonwealth           | Brisbane    | 1er      | 17,81 m     |
| 1984 | Jeux olympiques                | Los Angeles | 3e       | 16,87 m     |

### Records
| Épreuve     | Épreuve      | Performance | Lieu    | Date         |
| ----------- | ------------ | ----------- | ------- | ------------ |
| Triple saut | En plein air | 17,57 m     | Provo   | 5 juin 1982  |
| Triple saut | En salle     | 17,31 m     | Detroit | 13 mars 1981 |